# Allan Pinkerton

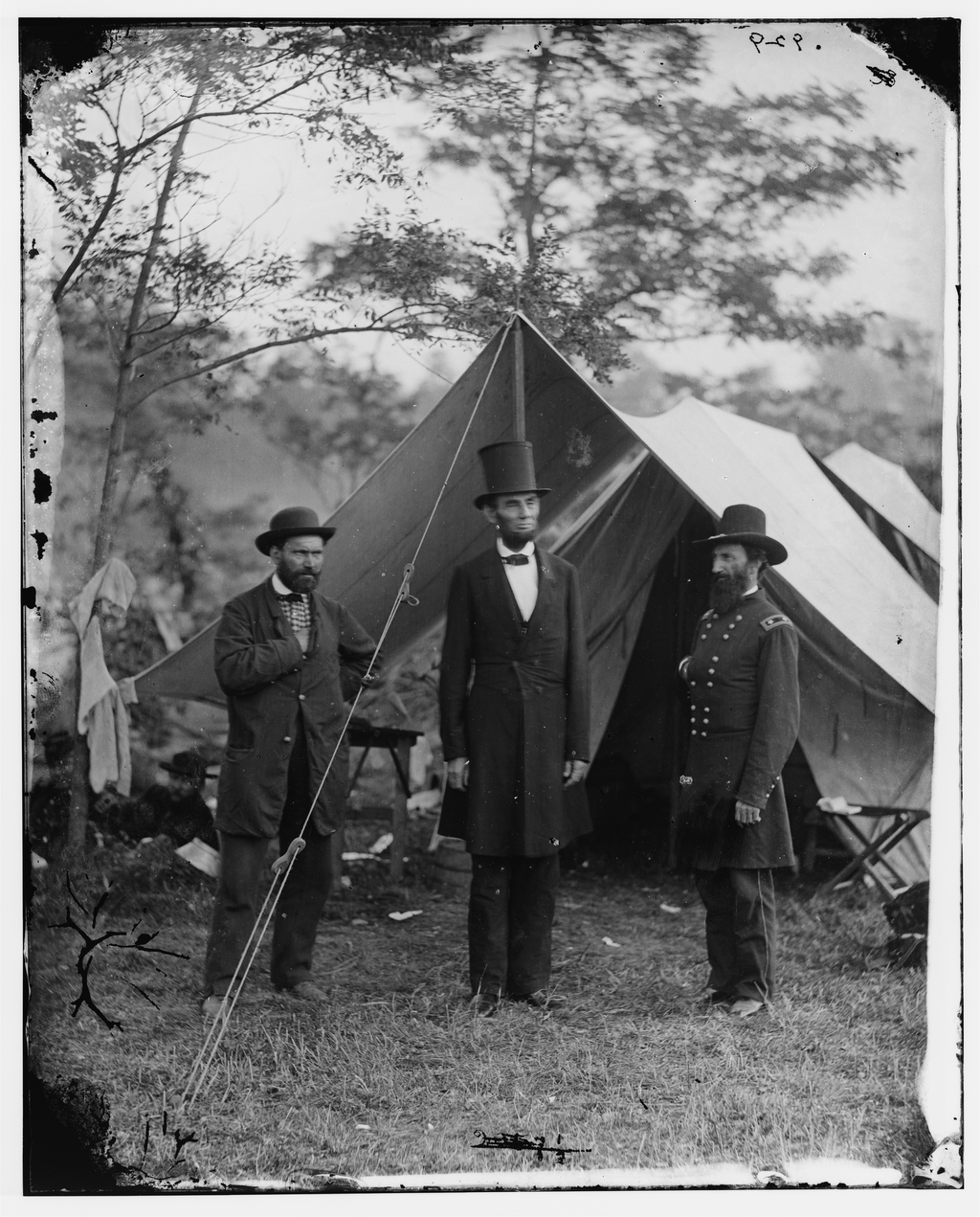
Pinkerton, con il Presidente Lincoln e il Generale McClernand il 3 ottobre 1862

Allan Pinkerton (Glasgow, 25 agosto 1819 – Chicago, 1º luglio 1884) è stato un poliziotto, investigatore e agente segreto britannico naturalizzato statunitense, noto soprattutto per aver creato la Pinkerton Agency, la prima agenzia investigativa privata del mondo.

## Biografia
Era figlio di un agente di polizia di Glasgow. Emigrato negli Stati Uniti, si stabilì non lontano da Chicago. Un giorno Pinkerton, vagando nei boschi vicino Dundee, si imbatté in una banda di falsari; dopo aver osservato per qualche tempo i loro movimenti informò lo sceriffo locale che li arrestò. A seguito di questo ed altri fatti analoghi, nel 1849 Pinkerton venne nominato vice sceriffo della contea di Cook (Illinois). Successivamente a Chicago impiantò un'agenzia, che si sviluppò e si ramificò dappertutto negli Stati Uniti.
Nel 1850 fondò la Pinkerton National Detective Agency, e salvò la vita al Presidente Abraham Lincoln in un attentato - episodio detto complotto di Baltimora - che precedette quello fatale di Washington. A lui fu dato l'incarico di scovare e catturare Jesse James, compito che non porterà a termine.

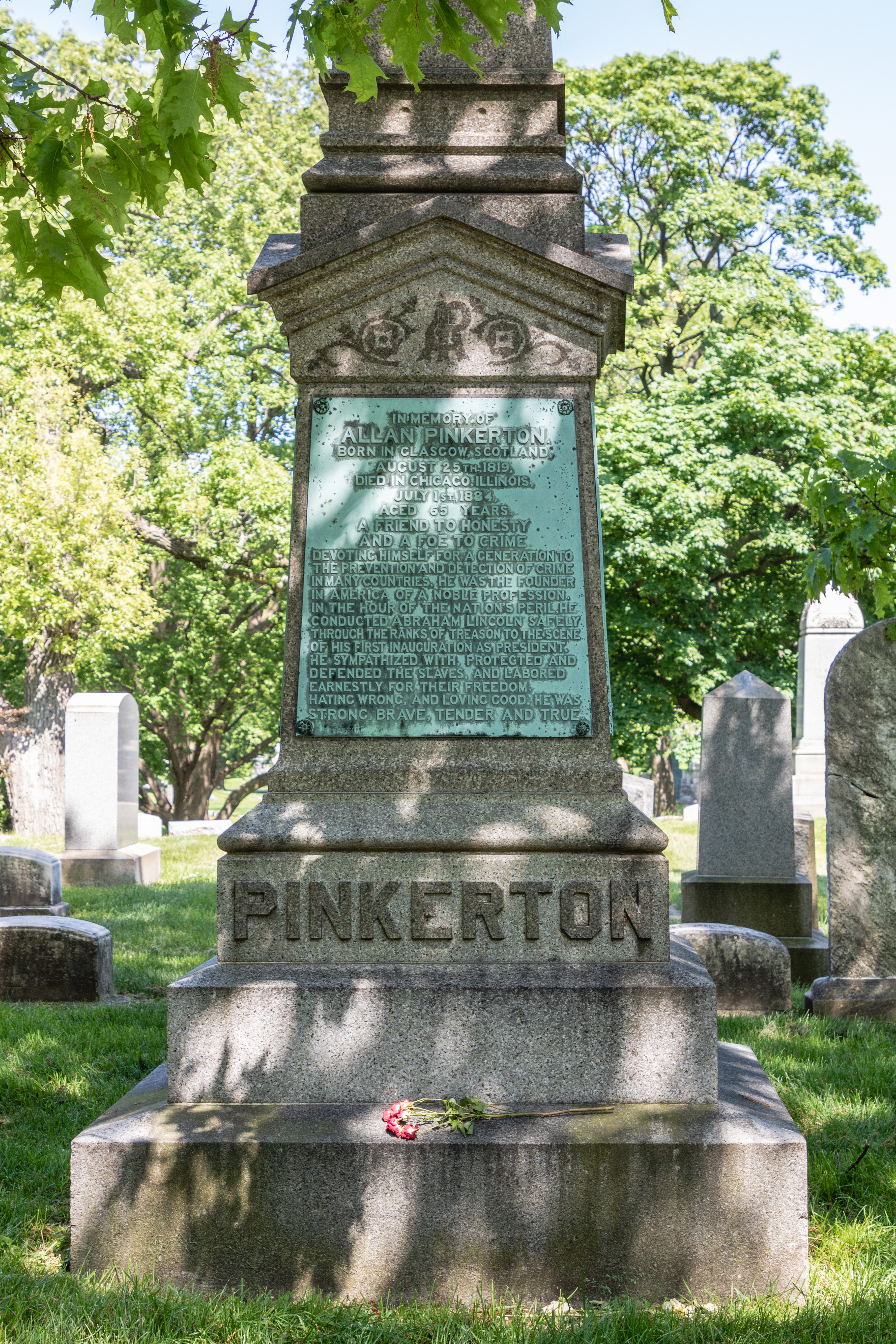
Tomba di Allan Pinkerton nel cimitero di Graceland, Chicago

Morì a Chicago nel 1884 e ricevette sepoltura nel cimitero di Graceland, nella stessa Chicago.